# 國家重點領域產學合作及人才培育創新條例
國家重點領域產學合作及人才培育創新條例，簡稱「產學創新條例」，是2021年5月由中華民國立法院通過的法案，法案內容為開放國立大學與企業合設研究學院，以配合行政院的「重點產業高階人才培訓與就業計畫」，隨即教育部陸續核准成功大學、陽明交通大學、臺灣大學及清華大學成立半導體學院。

## 沿革
- 2020年，行政院通過「國家重點領域產學合作及人才培育創新條例」草案，送請立法院審議。[3]
- 2021年5月，立法院三讀通過「國家重點領域產學合作及人才培育創新條例」草案。[4]，同月底，「產學創新條例」由總統正式公布。[5][6]
- 2021年7月，陽明交大產學創新研究學院獲教育部審議通過。[7]